# Celama japonibia
Celama japonibia är en fjärilsart som beskrevs av Embrik Strand 1920. Celama japonibia ingår i släktet Celama och familjen trågspinnare. Inga underarter finns listade i Catalogue of Life.